# 10050 Rayman
10050 Rayman è un asteroide della fascia principale del diametro medio di circa 10,82 km. Scoperto nel 1987, presenta un'orbita caratterizzata da un semiasse maggiore pari a 2,6868086 UA e da un'eccentricità di 0,2668338, inclinata di 12,21370° rispetto all'eclittica.